# August Sperl
August Sperl (* 5. September 1862 in Fürth; † 7. April 1926 in Würzburg) war ein deutscher Archivar, Historiker und Schriftsteller.

## Biographie
August Sperl wurde in Fürth geboren und wuchs in Augsburg bei seinem Großvater Georg Christian August Bomhard im Pfarrhaus von St. Jakob auf. Nach dem Abitur 1881 am Wilhelmsgymnasium München studierte August Sperl Philologie und Geschichte in Erlangen, Tübingen und München. Während seines Studiums wurde er in Erlangen 1882 Kneipgast der Burschenschaft der Bubenreuther, später (1913) Ehrenphilister.
Nach Studium und Promotion war er in der Zeit von 1887 bis 1910 Kreisarchivsekretär in Amberg, vom Haus Castell berufener (Fürstlich Castell’sches Archiv) Archivrat in Castell, Archivar in Nürnberg und ab 1910 Reichsarchivrat in Würzburg.
Seine schriftstellerische Arbeit begann mit einem biographischen Werk über seinen Großvater, dem Schulrat Georg Christian August Bomhard, dessen Schriften er teilweise veröffentlichte (Lebensfragen). Sein Hauptwerk besteht aus historischen Romanen und Novellen, die meist auf der Grundlage realer historischer Gegebenheiten oder Personen entstanden, zum Beispiel dem Bauernkrieg in Franken in Der Mitläufer, dem Dreißigjährigen Krieg in Hans Georg Portner und die ersten Kreuzzüge in der in Castell entstandenen Erzählung Richiza. 1925 erschien zum 400. Jahrestag des Deutschen Bauernkrieges der Roman Der Bildschnitzer von Würzburg, in dem das Leben des fränkischen Holzschnitzers Tilman Riemenschneider literarisch verarbeitet wurde. Sein eher gemütlicher Schreibstil steht in der Tradition Gustav Freytags. Sperls Werke wurden in Deutschland bis in die 1930er Jahre zum Teil in hohen Auflagen verlegt. Danach wurden ausgewählte Werke erst wieder ab Ende der 1990er Jahre im Druck und als Hörbuch neu aufgelegt.
1926 starb Albert Sperl infolge einer Blutkrankheit nach mehrwöchigem Krankenlager.

## Werke (Auswahl)
- Georg Christian August Bomhard, ein Lebensbild aus der Zeit des Wiedererwachens der evangelischen Kirche in Bayern, C. H. Beck (Oskar Beck), München 1890 (Biographie).
- Die Fahrt nach der alten Urkunde, Geschichten und Bilder aus dem Leben eines deutschböhmischen Emigrantengeschlechtes, München 1893 (6. Aufl. anno 1902 online – Internet Archive).
- Christian von Bomhard: Lebensfragen, aus den Papieren eines Denkers, bearb. und hrsg. von August Sperl, Beck, München 1894.
- Die Söhne des Herrn Budiwoj, eine Dichtung. 2 Bände, Beck, München 1896 (Digitalisat Erster Band). (Digitalisat Zweiter Band).
- Fridtjof Nansen. Ein Sang von August Sperl; Beck, München 1898 (Digitalisat).
- Hans Georg Portner, eine alte Geschichte, Dt. Verl.-Anst., Stuttgart u. a. 1901 (Digitalisat).
- So war's! Ernst und Scherz aus alter Zeit, Dt. Verl.-Anst., Stuttgart u. a. 1902 (Sammlung historischer Novellen). Neuausgabe Hofenberg, Berlin 2019, ISBN 978-3-7437-3343-5.
- Der Mitläufer. 1905.
- Kinder ihrer Zeit, Geschichten, Dt. Verl.-Anst., Stuttgart u. a. 1906.
- Der Obrist, Behrend, Wiesbaden 1908 (Digitalisat).
- Richiza, Dt. Verl.-Anst., Stuttgart u. a. 1909 (Digitalisat).
- Der Ratsschreiber von Landshut, Mühlmann, Halle an der Saale 1910 (Digitalisat).
- Burschen heraus! Roman aus der Zeit unserer tiefsten Erniedrigung, Beck, München 1914 (Digitalisat).
- Der Archivar, ein Roman aus unserer Zeit, C. H. Beck, München 1921 (Digitalisat).
- Der Bildschnitzer von Würzburg, Romandichtung, Dt. Verl.-Anst., Stuttgart, Berlin u. a. 1925 (über Tilman Riemenschneider). Neuausgabe Hofenberg, Berlin 2020, ISBN 978-3-7437-3855-3.
- Der alte Archivar, Gedicht